# Низшие растения
Ни́зшие расте́ния — устаревшее понятие, подразумевающее сборную группу живых организмов, которым не свойственна дифференциация тканей. Употреблялось в ботанике до второй половины XX века и включало бактерии, водоросли, лишайники и грибы. В современном понимании термин употребляется только в отношении водорослей и лишайников. В общей ботанической классификации представляет собой одно из двух подцарств царства Растения (наряду с подцарством высших растений, отличающихся от низших дифференциированностью тканей).

## Общие сведения
Низшие растения, как термин применявшийся примерно до 1970—80-х годов XX века, подразумевал все живые организмы, кроме высших растений и животных. В настоящее время он, традиционно, всё ещё встречается в устаревших учебных пособиях.

## Причины исключения термина
Признаки считавшиеся общими для группы низших растений, как то: отсутствие дифференциации тела на корень, стебель и листья; отсутствие, как правило, дифференциации тканей и др., в настоящее время не относятся к определяющим. Теперь действительно существенными полагают фундаментальные различия в строении клеток, обмене веществ и ряде прочих особенностей, что не позволяет считать общим сообществом бывшую группу низших растений.

## Некоторая современная классификация
Нижнюю ступень низших растений занимали бактерии и синезелёные водоросли, теперь входящие в подцарство цианобактерий. Одновременно, все они относятся к надцарству прокариот.
Остальные организмы из низших растений входят в надцарство эукариот. Из них грибы и примыкающие к ним грибоподобные организмы, например, лишайники, выделяются в отдельное царство. Водоросли в качестве отдельного подцарства входят в царство растений.